# 海军广州烈士陵园
海军广州烈士陵园，位于中国广东省广州市黄埔区长洲街道军校路170号大院内，为广州市的一个市、县级文物保护单位，类型为近现代重要史迹及代表性建筑，公布时间为2008年12月。
海军广州烈士陵园的历史年代为现代。